# Christer Björkman

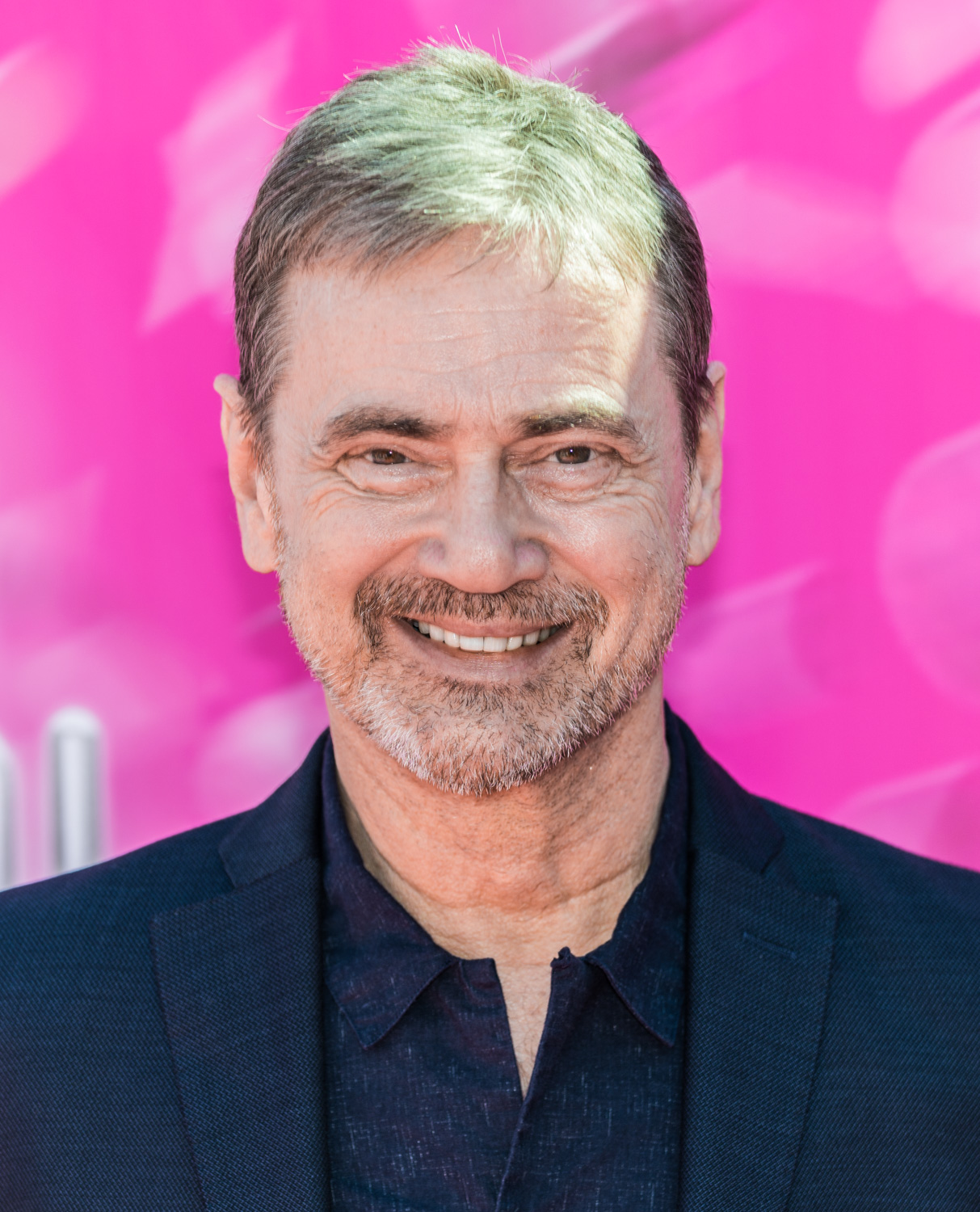
Christer Björkman (2016)

Christer Björkman (* 25. August 1957 in Borås) ist ein schwedischer Fernsehproduzent, -moderator und ehemaliger Sänger. Er ist in verschiedensten Funktionen für sein Mitwirken am Eurovision Song Contest und der schwedischen Vorentscheidung Melodifestivalen bekannt.

## Leben
Christer Björkman wuchs im westschwedischen Borås auf, wo er zunächst als Friseur arbeitete und bis 1987 einen eigenen Salon betrieb.
Zeitgleich begann er ab Mitte der 1980er Jahre eine Gesangskarriere. Als Gewinner des Melodifestivalen 1992 durfte er beim Eurovision Song Contest 1992 in Malmö für sein Heimatland antreten. Er erreichte mit dem Titel I morgon är en annan dag aber nur den zweitletzten Platz. Dies bedeutete zugleich das schlechteste Ergebnis Schwedens seit 1977. Im Folgejahr 1993 sowie 1999 nahm er erneut an der Vorentscheidung teil, belegte aber beide Male den letzten Platz. Sein letztes Album veröffentlichte er 2003.
2002 gestaltete Sveriges Television (SVT) das Melodifestivalen zu einer mehrwöchigen Veranstaltung mit fünf Vorrunden um. Im Zuge dessen wurde Christer Björkman vom Sender als Wettbewerbsproduzent eingestellt. In dieser Rolle war er an der Auswahl der Beiträge beteiligt und verantwortlich für das Abstimmungsverfahren, die Betreuung der Künstler und die Umsetzung der Beiträge auf der Bühne. Björkman übte diese Aufgabe bis einschließlich 2021 bei 20 Ausgaben des Melodifestivalen aus. Er galt in Schweden als Gesicht der Veranstaltung und wurde scherzhaft als Schlagergeneral bezeichnet. Zum Abschied übernahm er 2021 zusätzlich die Moderation der sechs Shows.
Des Weiteren war Björkman für SVT der Delegationsleiter Schwedens beim Eurovision Song Contest. In dieser Funktion konnte er den Wettbewerb zweimal gewinnen (2012 mit Loreen und 2015 mit Måns Zelmerlöw). In der Folge war er auch Wettbewerbsproduzent des Eurovision Song Contest 2013 und des Eurovision Song Contest 2016, welche beide in Schweden stattfanden. Als solcher war er, ähnlich wie beim Melodifestivalen, in Zusammenarbeit mit den Delegationen der Länder verantwortlich für die Umsetzung der Beiträge auf der Bühne, wozu auch die Erstellung der Startreihenfolge gehört. Die Ausrichter der ESCs 2017, 2018 und 2019 verpflichteten Björkman ebenfalls in dieser Rolle. Beim ESC 2024 in Malmö war er wiederum als Wettbewerbsproduzent verantwortlich, für den ESC 2025 in der Schweiz hat er diese Aufgabe ebenfalls übernommen.
Nach seinem Abschied vom Melodifestivalen arbeitete Björkman als Produzent an der Umsetzung des American Song Contest 2022 bei NBC, der allerdings in Folge schlechter Einschaltquoten nach der ersten Staffel nicht verlängert wurde.
Christer Björkman ist gemeinsam mit Richard Herrey Initiator des Marcel-Bezençon-Preises und übergibt seit 2002 jährlich am Rande des ESC die Trophäen.

## Diskografie

### Alben
| Jahr | Titel                    | Höchstplatzierung, Gesamtwochen, AuszeichnungChartsChartplatzierungen (Jahr, Titel, Platzierungen, Wochen, Auszeichnungen, Anmerkungen) | Anmerkungen |
| Jahr | Titel                    | SE | Anmerkungen |
| ---- | ------------------------ | --- | ----------- |
| 1992 | I morgon är en annan dag | SE23 (2 Wo.)SE |             |

Weitere Alben
- 1985: Våga och vinn
- 1999: Christer Björkman
- 2003: Souvenirs d’amour

### Singles
| Jahr | Titel Album                     | Höchstplatzierung, Gesamtwochen, AuszeichnungChartsChartplatzierungen (Jahr, Titel, Album, Platzierungen, Wochen, Auszeichnungen, Anmerkungen) | Anmerkungen |
| Jahr | Titel Album                     | SE | Anmerkungen |
| ---- | ------------------------------- | --- | ----------- |
| 1992 | I morgon är en annan dag        | SE5 (6 Wo.)SE |             |
| 1999 | Välkommen hem Christer Björkman | SE49 (1 Wo.)SE |             |